# Abbás I. Veliký
Zillulláh Amír al-Mu’minín Hajdar Abú-l-Muzaffar Šáh Abbás al-Husajní al-Músáví as-Safáví Bahadur Chán, obvykle nazývaný Abbás I. Veliký, (persky شاه عباس بزرگ‎; 27. ledna 1571 – 19. ledna 1629 v Mázandaránu) byl perský šáh z dynastie Safíovců vládnoucí v letech 1587–1629. Byl nejmladším synem šáha Muhammada Chodábenda a od svých deseti let působil jako místodržící chorásánské provincie. V roce 1587 připravil se svými věrnými státní převrat, při kterém dal popravit dva starší bratry a svého otce donutil k abdikaci.

## Vláda

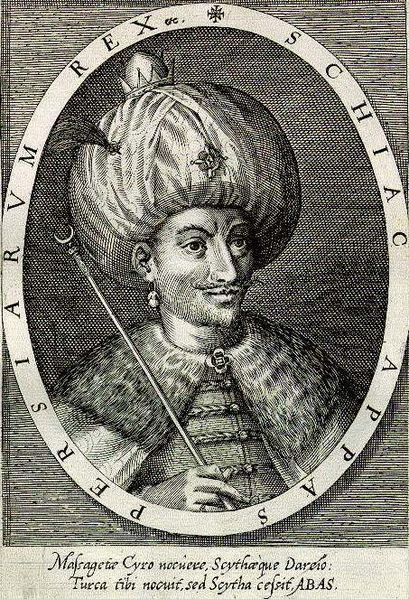
Abbás I. na mědirytině z přelomu 16. a 17. století

Abbás se narodil v Herátu (dnes v Afghánistánu, tehdy jedno ze dvou hlavních měst Chorásánu) jako třetí syn Muhammada Chodábendeho jeho ženy jménem Chayr al-Nisa Begum.
Po upevnění své moci přestěhoval Abbás panovnický dvůr z Kazvínu do Isfahánu a zahájil expanzi proti většině svých sousedů. Během patnácti let donutil k míru uzbecké chány, kteří ohrožovali safíovskou říši ze severu, a dobyl značnou část dnešního Afghánistánu (Kandahár).
Podařilo se mu navázat diplomatické styky s řadou evropských států, s nimiž chtěl uzavřít spojenectví proti osmanské říši, trvalejší vztahy však udržoval pouze s Anglií. Od roku 1602 vedl téměř nepřetržitou válku s Turky a tím zabránil Vysoké portě aktivněji se angažovat v evropských náboženských konfliktech. Jeho první tažení směřovalo proti kavkazským oblastem, kde postupně dobyl Tabríz, Jerevan a Kars.
S anglickou pomocí modernizoval armádu (Anthony a Robert Sherleyové) a v roce 1606 v bitvě u Sísy na hlavu porazil osmanská vojska, díky čemuž do jeho rukou padly Ázerbájdžán, Kurdistán a oblasti kolem Mosulu a Bagdádu. V následujících letech se mu podařilo ovládnout Gruzii a získat silný politický vliv v Povolží, kde ho jako svého osvoboditele chtěla přivítat i města Astrachaň a Kazaň, dobytá před několika desetiletími Ruskem. Za pomocí anglických lodí se mu také podařilo zlikvidovat pirátské státečky v Perském zálivu, obsadit portugalskou kolonii Hormuz, zaútočit na říši Velkých Mogulů a posunout perské hranice až k řece Indu.
Jeho skvělé vojenské úspěchy, které více než zdvojnásobily rozlohu říše, umožnily neurovnané poměry v sousedních zemích, zejména v osmanské říši. Na rozdíl od nich byla Persie za Abbásovy vlády konsolidovaným státem, a to hlavně díky drastickým metodám šáhovy vlády. O jeho bezohledném postupu vůči rodině není pochyb, Abbásovou obětí se stal dokonce i jeho syn Safí, takže trůn nakonec zdědil až jeho vnuk, který se rovněž jmenoval Safí. Podobně jako ke členům vlastní rodiny se Abbás choval i ke všem sunnitům, naproti tomu projevoval velkou snášenlivost vůči křesťanům a židům.
Isfahánský dvůr se stal centrem mezinárodního dění, Abbás přijímal vyslance z evropských a asijských zemí, ale upřednostňoval spolupráci s Angličany a Číňany, zatímco k Portugalcům se stavěl odmítavě. Ve stejné zahraniční politice pokračovali i jeho nástupci, kteří se z evropských zemí orientovali převážně na Francii.